# Items & Things
Items & Things est un label de musique électronique allemand fondé en 2006 par Marc Houle, Magda et Troy Pierce.
La maison est basée à Berlin. Le label a pu être présenté comme une sous-division de Minus.